# Crack (droga)

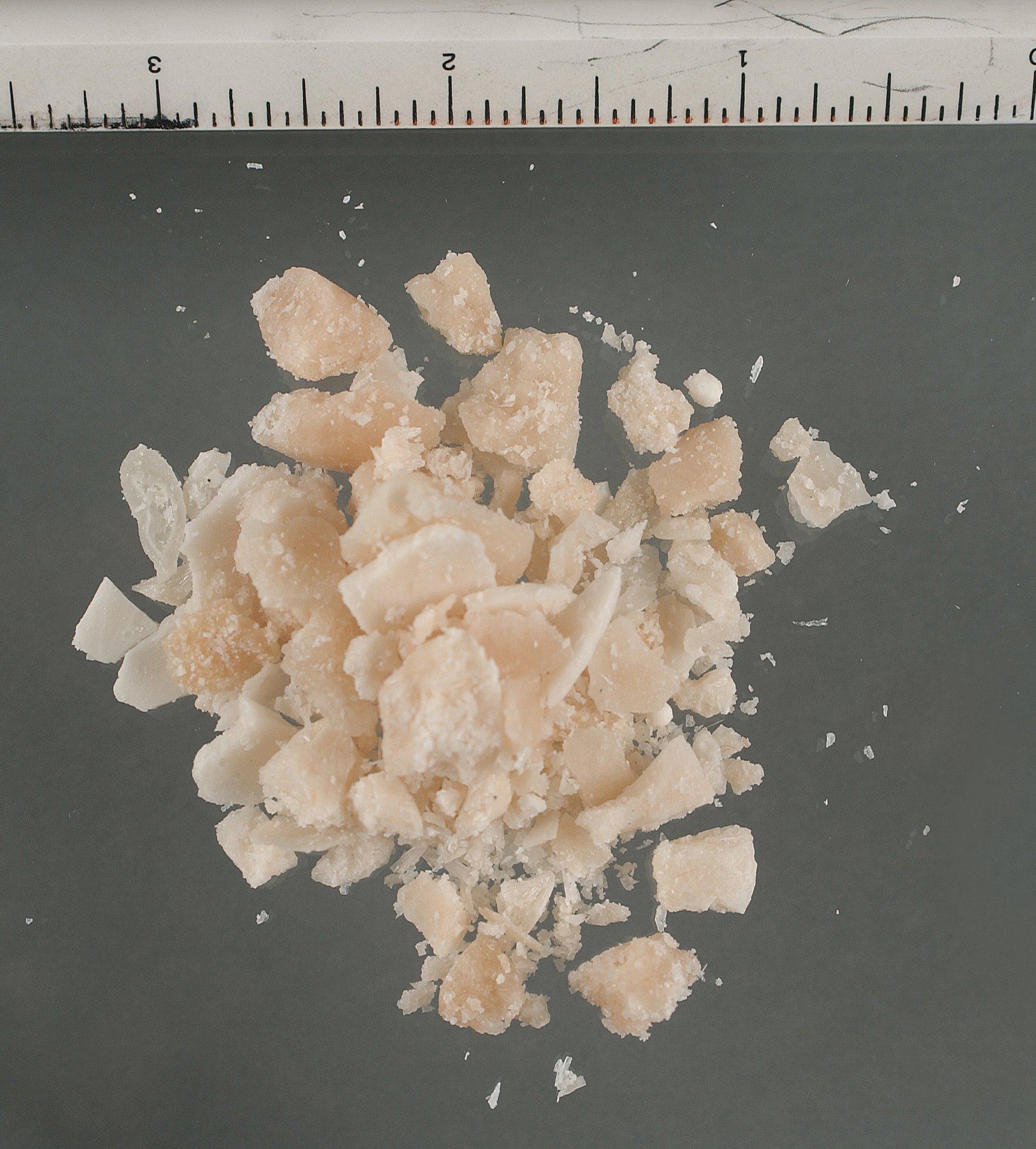
Pouliční dávka cracku (s pravítkem v palcích)

Crack je slangový název pro volnou bázi kokainu. Je to tedy protějšek soli kokainu – hydrochloridu. Mezi jiné názvy se řadí např. crystal coke nebo káča.  Kokain jako bílý prášek, který se většinou šňupe, je vlastně látka transformovaná pomocí kyseliny chlorovodíkové (HCl) na svou sůl, protože ta se mnohem lépe rozpouští, tudíž se lépe vstřebává do krevního oběhu uživatele. Při kouření volné báze – cracku – se uvolňuje navíc jako vedlejší produkt látka, která ve formě soli nevzniká, a crack je proto nebezpečnější, návykovější a má jiné účinky než kokain. C17H21NO4, který se řadí mezi tvrdé, stimulační a narkotické drogy.

## Historie

Úřad pro kontrolu potravin a léčiv – plakát proti cracku

Crack je cenově dostupnější variantou kokainu. Jeho kouření je od počátku osmdesátých let 20. století masivně rozšířeno mezi černošskou populací v USA a v devadesátých letech též v západní Evropě.

## Výroba
Crack vzniká tepelnou úpravou kokainu s alkalickým činidlem (nejčastěji se jedná o jedlou sodu, prášek do pečiva, ale i vápno) spolu s éterem nebo méně často používaným čpavkem. Nejedná se tedy o novou látku, nýbrž o látku přeměněnou, tzv. volnou bázi.

## Aplikace
Crack se na rozdíl od kokainu nešňupe, ale bývá kouřen, a to ve zvláštních skleněných trubičkách o vnitřním průřezu zhruba 6 mm či v cigaretách s příměsí marihuany a tabáku. Taktéž je možné inhalovat kouř, který vzniká spalováním cracku na pocínované fólii. Jednorázová dávka bývá 10–120 mg.

## Účinky
Aktivní působící složkou „cracku“ je kokain. Samotný „crack“, absorbovaný plícemi, působí na CNS podobně jako kokain. Mechanismus jeho působení na mozkovou tkáň není přesně znám: pravděpodobně blokuje absorpci noradrenalinu presynaptickými zakončeními neuronů. Užívání volné báze je nejrychlejší způsob, jak dostat do mozku značné množství kokainu. Kouř se absorbuje v plicích a dostává se do mozku během 4–6 sekund po inhalaci. Účinek cracku dosahuje vrcholu během prvních 30–60 minut po požití a v průběhu další hodiny mizí. Stav intenzivní euforie trvá 5–10 minut. Jinak jsou účinky blízké kokainu.

## Návyk a závislost
Hlavním a velice nebezpečným rysem cracku je vysoká návykovost. Ve velice krátké době, často po několika měsících, vyvolává silnou psychickou závislost. Crack, stejně jako kokain, nemá potenciál způsobovat fyzickou závislost. Oběti cracku trpí v pokročilejším stádiu přeludy a halucinacemi a vážně se zhoršuje jejich fyzický stav. Hlavním problémem užívání cracku je vysoké nebezpečí předávkování, protože je těžké odhadnout množství aktivních látek v často „řezaném“ množství.